# Organización de Pescadores Rescatando la Ensenada
Organización de Pescadores Rescatando la Ensenada u OPRE es una organización de Baja California Sur integrada por 109 sociedades cooperativas de producción pesquera que trabajan para la conservación de especies como el callo de hacha. 

## Antecedentes
En 2011, debido a la contaminación y la sobrepesca la especie estuvo a punto de desaparecer de la bahía de La Paz, convirtiéndose en un problema económico para las familias que dependen de la pesca,  en este contexto los pescadores decidieron organizarse contra la pesca ilegal y colaborar en la recuperación del molusco. En 2012 acordaron no pescar y tener labores de vigilancia para favorecer el crecimiento del producto con ello lograron cerca de 60 mil callos. Para el 2015, la cifra alcanzaron los 3 millones.
La estrategia fue trabajar en la conservación: un grupo sembraba, otro vigilaba que se cumpliera el acuerdo de no pesca, unos más cosechaban. La meta era clara: llegar en 2022, a los 60 y 90 millones de callos.

### Sociedades Cooperativas de Producción Pesquera
- Unión de Pescadores Libres
- Pescadores de la Isla Espíritu Santo
- Pescadores del Comitán
- Mangle Cenizo
- Noé Antonio Méndez Olachea MNBN
- Alejandro Méndez Núñez
- Mangle Salado
- Unión de Pescadores Bahía de la Paz
- Pescadores Libres del Manglito.[8]